# Középfrekvenciás erősítő

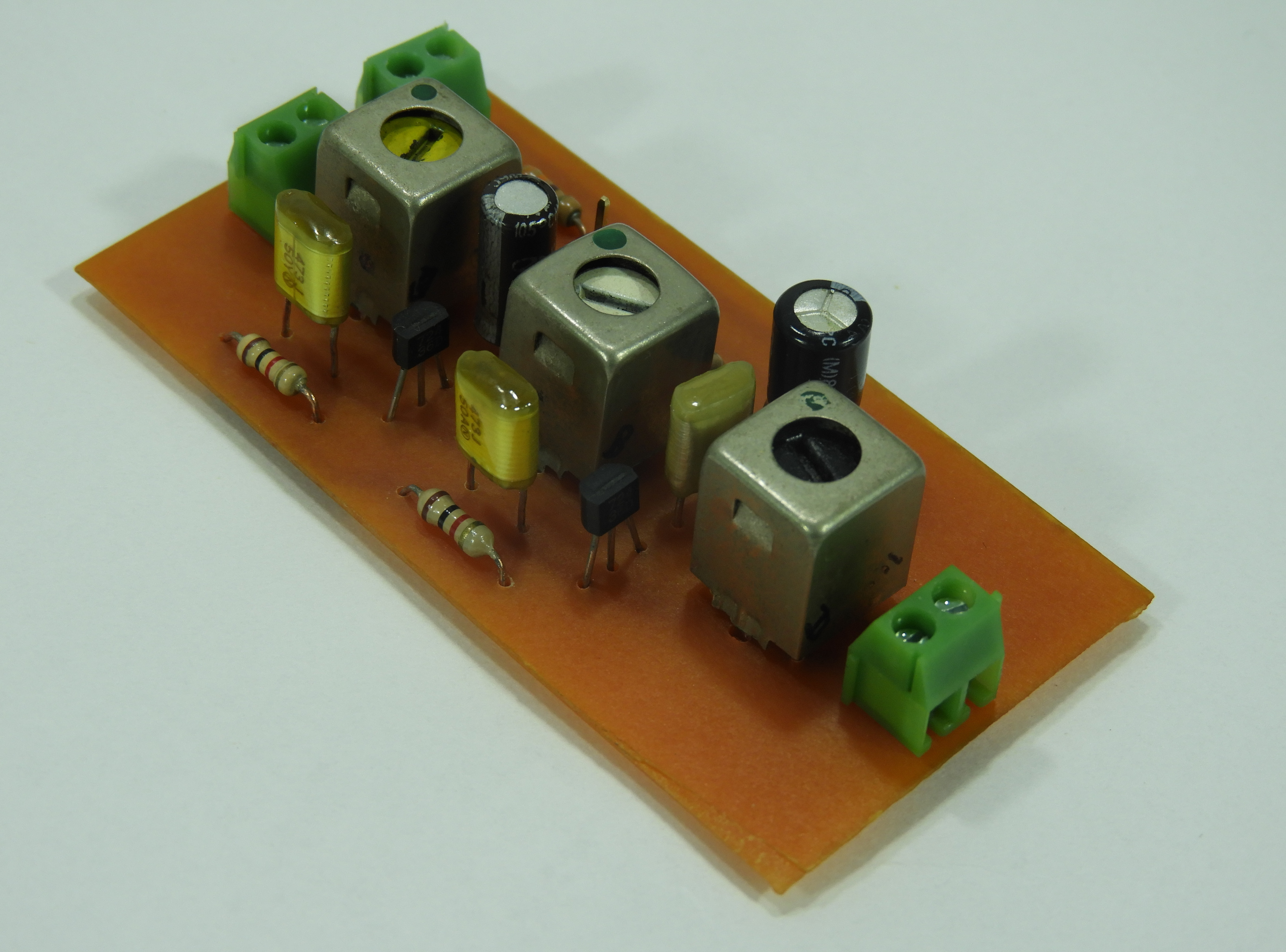
Kétfokozatú, három hangolt körös középfrekvenciás erősítő.

A középfrekvenciás erősítő a szuperheterodin rádiókészülékek egyik legfontosabb szerkezeti eleme. A középfrekvenciás erősítőt gyakran rövidítve, KF erősítőként is említik. A szuperheterodin rádiókészülékek átviteli tulajdonságait, szelektivitását, érzékenységét leginkább a középfrekvenciás erősítő határozza meg.
A középfrekvenciás erősítő a rádiófrekvenciás keverő által létrehozott középfrekvenciás jelet erősíti, a felerősített középfrekvenciás jel pedig a demodulátorba kerül.
A középfrekvenciás erősítő egy keskenysávú, nagy erősítési tényezővel rendelkező, nagyfrekvenciás erősítőkapcsolás.
A középfrekvenciás erősítő értelmezhető aktív sávszűrőként is.

## A középfrekvenciás erősítő jelentősége
Az első rádiókészülékek egyenes vevők voltak,  amelyeknél probléma volt a kis bemeneti érzékenység, és a gyenge szelektivitás. Ezekre a problémákra hatásos megoldásnak tűnt, hogy a demodulátor elé nagyfrekvenciás, szelektív erősítőt építettek. Minél több hangolt erősítő került a demodulátor elé, annál érzékenyebb és annál jobb szelektivitása lett a készüléknek.
A hangolt erősítők számának növekedésével új probléma vetődött fel: mivel mindegyik hangolt kört egyforma frekvenciára kellett hangolni, így problémát okozott, hogy állomáskeresésnél az összes fokozat frekvenciáját egyszerre kellett hangolni. Kettőnél több hangoltkörös vevőnél több hangolt kört tartalmazó vevőt nem hoztak kereskedelmi forgalomba.  
A problémára a megoldást a szuperheterodin rendszer hozta, melyben két hangoltkör együttfutása elegendő volt arra, hogy a bemeneti jel frekvenciájából, és a helyi oszcillátor frekvenciájából létrejöjjön a középfrekvenciás jel.  A rendszer további részében már csak ezt a középfrekvenciás jelet kellett erősíteni. Mivel a készülék hangolásakor, állomáskereséskor ez a középfrekvencia nem változik, így a középfrekvenciás erősítő frekvenciáját már nem kell hangolni, így akárhány fokozatból áll, akármennyi hangolt kört tartalmaz, nem vetődik fel az együttfutási probléma. 
A szupeheterodin rendszert adóberendezéseknél is használják. Itt a modulált jel előállításához néhányszáz kHz-es oszcillátort használnak a vivőjel előállításához, a modulációt ezen a frekvencián végzik, és az így keletkezett középfrekvenciás modulált jelet összekeverik egy megfelelő frekvencián üzemelő oszcillátor jelével. 

## A  középfrekvenciás erősítő jellemzői[1]

### Középfrekvencia
A középfrekvencia a középfrekvenciás erősítő üzemi frekvenciája. A középfrekvenciát a keverőfokozat állítja elő, oly módon, hogy az antennajel frekvenciáját keveri a helyi oszcillátor frekvenciájával. Az antennajel-erősítőt modulátorkörnek, a helyi oszcillátort pedig oszcillátorkörnek nevezik. Az oszcillátorkör és a modulátorkör jelének összekeverésével két frekvencián is létrejön a középfrekvenciás jel, ezt a két frekvenciát tükörfrekvenciának nevezik.
{\displaystyle f_{K1}=f_{o}-f_{m}} és {\displaystyle f_{K2}=f_{o}+f_{m}}, tehát a tükörfrekvencia {\displaystyle f_{T}=f_{m}+2f_{o}}
ahol
- fK1, FK2 – a keverőben létrejövő frekvenciák
- fo – a helyi oszcillátor frekvenciája
- fm – a modulátorköri frekvencia (pl. a készülék által vett rádióállomás frekvenciája)
- fT – tükörfrekvencia

Attól függően, hogy a középfrekvenciás erősítőben melyik frekvenciát használjuk fel, kétféle készüléket különböztetünk meg:
- Ha {\displaystyle f_{KF}=f_{K1}} akkor felső keverésű készülékről beszélünk, mert {\displaystyle f_{m}>f_{KF}}
- Ha {\displaystyle f_{KF}=f_{K2}} akkor alsó keverésű készülékről beszélünk, mert {\displaystyle f_{m}<f_{KF}}

A rádiókészülékeknél általában felső keverést használnak. Ez alól kivételt a hosszúhullámok vétele, ott alsó keverést használnak.

#### A középfrekvencia megválasztásának feltételei
- A középfrekvencia ne essen bele egyik sávba sem, amelyet a rádiókészülék használ
- Tükörszelektivitás-biztonság: A tükörfrekvencia (FT) olyan távolságra legyen a rádiókészülék bemeneti frekvenciájától, hogy arra az antennakör már ne legyen érzékeny.

Az egyszerű, műsorvételre alkalmas rádiókészülékek esetén egyszeres transzponálást végeznek, vagyis a KF erősítő kimenő jelét a demodulátorba vezetik. Amatőr rádióknál előfordul, hogy többszörös transzponálást végeznek, vagyis a KF erősítő jelét összekeverik egy második helyi oszcillátor jelével, ezáltal keletkezik egy kisebb frekvenciájú középfrekvencia. Így lehetővé válik, hogy még kisebb sávszélességű jeleket tovább erősítsenek, ezzel tovább javítva a készülék szelektivitását és érzékenységét. SSB esetén elegendő 3KHz, távírójelek esetén pedig a 100Hz-es sávszélesség.
- Ha a középfrekvencia nagy értékű, a bemeneti rezgőkör csillapítása a tükörfrekvencián már kellően nagy, tehát a készüléknek jó a tükörszelektivitása.
- Ha nagy középfrekvencia miatt BKF = fKF /Q összefüggés alapján a hagyományos módon megépített KF erősítőnek nagy sávszélessége, és így a szomszédos vivőfrekvenciájú adóállomásokkal szembeni szelektivitás lesz gyenge.
- Ha a középfrekvencia kis értékű, igaz ugyan, hogy a KF erősítő kis sávszélessége miatt jó lesz a szelektivitás, de közel esik a tükörfrekvencia, és ezt a bemeneti rezgőkör már nem csillapítja a kellő mértékben, tehát a tükörszelektivitás romlik. [4]

### Sávszélesség
A középfrekvenciás erősítő feladata, hogy egy csatorna sávszélességével megegyező méretű frekvenciatartományt (B) spektrális torzítástól mentesen erősítsen. A KF erősítő sávszélesség szempontjából keskenysávú nagyfrekvenciás erősítő.
{\displaystyle B=f_{2}-f_{1}}
A KF erősítő által átvitt f1 – f2 frekvenciatartomány egyszerű amplitúdómodulált és szögmodulált jelek esetén:
{\displaystyle f_{1}=f_{KF}-{\frac {B}{2}}\ {\text{,}}\ f_{2}=f_{KF}+{\frac {B}{2}}}
Összetett jelek (pl. analóg televíziós csatorna) esetén pedig:
{\displaystyle f_{1}=f_{KF}-B\ {\text{,}}\ f_{2}=f_{KF}}

### Erősítés
A KF erősítők nagy erősítési tényezővel rendelkeznek. A KF erősítők maximális bemeneti jelének csúcsértéke néhány mV nagyságrendű, amit 2-3 V nagyságrendű jellé kell felerősíteni. Ekkora erősítés eléréséhez több hangolt erősítőfokozatot használnak. Egy erősítőfokozat erősítése 50, körüli. Az egymás után kapcsolt erősítőfokozatok erősítése összeszorzódik, pl. 3 fokozat esetén:
{\displaystyle a=50^{3}=125000\ {\text{azaz}}\ a=20*log{125000}=101.9dB}
A kereskedelemben kapható olcsóbb rádiók KF-je általában 2 fokozatot tartalmaz, erősítésük 70 dB körüli.
A több fokozat alkalmazása nemcsak a csatornán belüli erősítést növeli, hanem a csatornán kívüli jelek elnyomását is hasonlóan sokszorozza. Ha a szelektivitás javítása az elsődleges szempont, több, kisebb erősítésű fokozatot építenek egymás után.
További problémát jelent, hogy a venni kívánt rádióállomások jele széles határok között mozoghat, ezért szükség van automatikus erősítésszabályozásra. A bemeneti jel ingadozása elérheti a 60 dB-t is.

### Szabványosított középfrekvenciás paraméterek[5]
| Alkalmazás                       | fKF                          | B       |
| -------------------------------- | ---------------------------- | ------- |
| AM rádióműsorszórás              | 468 kHz                      | 9 kHz   |
| FM rádióműsorszórás              | 10.7 MHz                     | 210 kHz |
| OIRT analóg televízióműsorszórás | 38 MHz (Hangjel: 31.5 MHz)   | 8 MHz   |
| CCIR analóg televízióműsorszórás | 38.9 MHz (Hangjel: 33.4 MHz) | 7 MHz   |

## Áramköri megoldások
A középfrekvenciás erősítő lényegében egymás után épített sávszűrőkből és erősítőkből áll.
A keverőből a középfrekvenciás jel induktív csatolású sávszűrővel kerül a rendszerbe, az egymást követő erősítőfokozatok szintén induktív csatolású sávszűrővel kapcsolódnak egymáshoz. A felerősített KF jel induktív csatolású sávszűrőn keresztül kerül ki a demodulátorra.
- A középfrekvencia értékét, a sávszélességet és az erősítés frekvenciamenetét a sávszűrők határozzák meg.
- A KF erősítő erősítésének mértékét az erősítőkben használt félvezetők erősítési tényezője határozza meg.

### Középfrekvenciás sávszűrők
A KF erősítő frekvenciamenetét és üzemi frekvenciáját a sávszűrők határozzák meg. Sávszűrőként általában
- induktív csatolású sávszűrőket
- kerámiaszűrőket
- szilárdtest szűrőket
- egyéb RLC elemekből felépített sávszűrőket

illetve sok esetben ezek valamilyen kombinációját használják.

#### Induktív csatolású LC sávszűrő
Az LC alapú, induktív csatolású (transzformátoros) sávszűrők frekvenciája az alkalmazott kondenzátorok kapacitásától, és a csatolt tekercsekben használt tekercsek induktivitásátol függ. Az induktív csatolású sávszűrő nem más, mint két, csatolásban lévő rezgőkör, ahol mindkét rezgőkör rezonanciafrekvenciája megegyezik. Mindkét rezgőkör rezonanciafrekvenciája a KF erősítő üzemi frekvenciájára van behangolva.
A KF erősítő frekvenciamenetét a csatolt tekercsek közti k csatolási tényező, az előző fokozat kimeneti ellenállása és a következő fokozat bemeneti ellenállása határozza meg. Általánosan elmondható, hogy a két tekercs laza és a szoros csatolás határán van, a szakirodalom kritikus csatolásként említi.
{\displaystyle k={\frac {M}{\sqrt {L_{1}L_{2}}}}}
Ahol L1, L2 a tekercsek induktivitása, M a kölcsönös induktivitás. Az M értéke az alkalmazott vasmagtól függ.
A k csatolási tényező függvényében a következőképp alakul a sávszűrő frekvenciamenete:
| Görbe | k     | k (%) | |
| ----- | ----- | ----- | --- |
| Pr1.v | 0.005 | 0.5   | A csatolás túl laza, a primer oldal által adott teljesítmény töredéke jut át a szűrőn                 |
| Pr2.v | 0.015 | 1.5   | A csatolás mértéke elérte azt a pontot, amikor a primer oldal teljesítménye átjut a szekunder oldalra |
| Pr3.v | 0.035 | 3.5   | A csatolás megfelelő, a sávszélesség egy AM hangcsatorna sávszélességével megegyezik                  |
| Pr4.V | 0.055 | 5.5   | A csatolás túl szoros, a szűrő sávszélessége túlnyúlik egy AM csatornán                               |

#### Belső kapacitív csatolású LC szűrő
{\displaystyle k={\frac {\sqrt {C_{1}C_{2}}}{C_{3}}}}
A csatolás mértékét a C3 kondenzátor határozza meg. A csatolás mértéke a C3 kondenzátor kapacitásával fordítottan arányos. A rezgőkörök rezonanciafrekvenciája az alsó határfrekvenciát határozza meg, a kondenzátor kapacitásának csökkentésével az átviteli sáv szélesedik, oly módon, hogy a felső határfrekvencia növekszik. Az alábbi ábra a fenti kapcsolás átviteli görbéjét mutatja, a C3 kondenzátor különböző értékeivel:
| Görbe | C3 (nF) | k      | k(%) | |
| ----- | ------- | ------ | ---- | --- |
| Pr1.v | 200     | 0.0025 | 0.25 | A csatolás túl laza, a csatolókondenzátor földeli a jelet                                             |
| Pr2.v | 25      | 0.02   | 2    | A csatolás mértéke elérte azt a pontot, amikor a primer oldal teljesítménye átjut a szekunder oldalra |
| Pr3.v | 15      | 0.033  | 3.3  | A csatolás megfelelő, a sávszélesség egy AM hangcsatorna sávszélességével megegyezik                  |
| Pr4.v | 10      | 0.05   | 5    | A csatolás túl szoros, a szűrő sávszélessége túlnyúlik egy AM csatornán                               |

#### Külső kapacitív csatolású LC szűrő
{\displaystyle k={\frac {C_{3}}{\sqrt {C_{1}C_{2}}}}}
A csatolás mértékét a C3 kondenzátor határozza meg. A csatolás mértéke a C3 kondenzátor kapacitásával arányos. A rezgőkörök rezonanciafrekvenciája a felső határfrekvenciát határozza meg, a kondenzátor kapacitásának növelésével az átviteli sáv szélesedik, oly módon, hogy az alsó határfrekvencia csökken. Az alábbi ábra a fenti kapcsolás átviteli görbéjét mutatja, a C3 kondenzátor különböző értékeivel:
| Görbe | C3 (pF) | k     | k(%) | |
| ----- | ------- | ----- | ---- | --- |
| Pr1.v | 1       | 0.002 | 0.2  | A csatolás túl laza, a csatolókondenzátor földeli a jelet                                             |
| Pr2.v | 10      | 0.02  | 2    | A csatolás mértéke elérte azt a pontot, amikor a primer oldal teljesítménye átjut a szekunder oldalra |
| Pr3.v | 15      | 0.3   | 3    | A csatolás megfelelő, a sávszélesség egy AM hangcsatorna sávszélességével megegyezik                  |
| Pr4.v | 25      | 0.05  | 5    | A csatolás túl szoros, a szűrő sávszélessége túlnyúlik egy AM csatornán                               |

#### Belső induktív csatolású sávszűrő
{\displaystyle k={\frac {L_{3}}{\sqrt {L_{1}L_{2}}}}}
A csatolás mértékét az L3 tekercs határozza meg. A csatolás mértéke az L3 tekercs induktivitásával arányos. A rezgőkörök rezonanciafrekvenciája a felső határfrekvenciát határozza meg, a tekercs induktivitásának növelésével az átviteli sáv szélesedik, oly módon, hogy az alsó határfrekvencia csökken. Az alábbi ábra a fenti kapcsolás átviteli görbéjét mutatja, a L3 tekercs különböző értékeivel:
| Görbe | L3 (μH) | k      | k(%) | |
| ----- | ------- | ------ | ---- | --- |
| Pr1.v | 0.8     | 0.0036 | 0.36 | A csatolás túl laza, a csatolókondenzátor földeli a jelet                                             |
| Pr2.v | 2.5     | 0.0114 | 1.14 | A csatolás mértéke elérte azt a pontot, amikor a primer oldal teljesítménye átjut a szekunder oldalra |
| Pr3.v | 6       | 0.0272 | 2.72 | A csatolás megfelelő, a sávszélesség egy AM hangcsatorna sávszélességével megegyezik                  |
| Pr4.v | 10      | 0.455  | 4.55 | A csatolás túl szoros, a szűrő sávszélessége túlnyúlik egy AM csatornán                               |

#### Külső induktív csatolású sávszűrő
{\displaystyle k={\frac {\sqrt {L_{1}L_{2}}}{L_{3}}}}
A csatolás mértékét az L3 tekercs határozza meg. A csatolás mértéke az L3 tekercs induktivitásával fordítottan arányos. A rezgőkörök rezonanciafrekvenciája az alsó határfrekvenciát határozza meg, a tekercs induktivitásának csökkentésével az átviteli sáv szélesedik, oly módon, hogy a felső határfrekvencia növekszik. Az alábbi ábra a fenti kapcsolás átviteli görbéjét mutatja, az L3 tekercs különböző értékeivel:
| Görbe | L3 (mH) | k      | k(%) | |
| ----- | ------- | ------ | ---- | --- |
| Pr1.v | 50      | 0.0047 | 0.47 | A csatolás túl laza, a csatolókondenzátor földeli a jelet                                             |
| Pr2.v | 20      | 0.0118 | 1.18 | A csatolás mértéke elérte azt a pontot, amikor a primer oldal teljesítménye átjut a szekunder oldalra |
| Pr3.v | 8       | 0.0293 | 2.93 | A csatolás megfelelő, a sávszélesség egy AM hangcsatorna sávszélességével megegyezik                  |
| Pr4.v | 4       | 0.0587 | 5.87 | A csatolás túl szoros, a szűrő sávszélessége túlnyúlik egy AM csatornán                               |

Ezt a kapcsolást AM középfrekvenciás erősítőkben nem célszerű használni, mivel az L3 csatolótekercs induktivitásértéke aránylag nagy.

### Középfrekvenciás erősítő tranzisztoros kapcsolással

#### KF fokozat megvalósítása A osztályú erősítővel
Az alábbi kapcsolás egy egyszerű, tranzisztorral megválósított középfrekvenciás erősítőt ábrázol. 12V-os tápfeszültséget használ, a V2 teleppel megtáplálva.
A bemenetét a V1 U=1mV csúcsfeszűltégű váltófeszültség adja, ami az R99 R=47kΩ ellenállással kapcsolódik a bemeneti csatolt rezgőkörhöz. Ez az ellenállás egy keverőfokozat belső ellenállását szimulálja. A csatolt rezgőkör primer oldala tulajdonképpen még a keverőhöz tartozik, gyakorlatban legtöbbször a keverő tranzisztorának kollektorkörében van.
A szimuláció során a V1 feszültséggenerátor frekvenciáját változtatjuk, 440kHz és 500kHz között, a kimeneti feszültséget a Pr1 mérő méri. Az AC1 szimuláció a Pr1 által mért feszültségekből képez görbét a frekvencia függvényében. Az R100 ellenállás a következő fokozat, illetve a demodulátorfokozat terhelését szimulálja.
A KF erősítő bemenete induktív csatolással kapcsolódik a keverőfokozat kimenetéhez. a (C2-L1)(C1-L2) induktív csatolású LC sávszűrő, a primer oldal is és a szekunder oldal is 468kHz -es középfrekvenciára van hangolva. A szűrt jel a C3 kondenzátoron jut be az A osztályú földelt emitteres tranzisztoros erősítőbe. A C3 értéke nem kritikus, KF frekvencián rövidzárat képez.
A T1 tranzisztor munkapontja az R1-R2 ellenállással van beállítva a lineáris szakasz közepére. Az R4 emitterellenállás a kollektoráram megfelelő értékre állítására hivatott, a kollektorköri C4 kondenzátor pedig az emittert hidegíti. A kimeneti jel a kollektorkörben jelenik meg, a C6-Tr2 rezgőkörön, ami a kimeneti induktív csatolású sávszűrő primer oldala.
A KF fokozat jele induktív csatolással kerül kivezetésre, munkáját az R100 munkaellenálláson adja le.
A szimuláció által létrehozott görbe:
A görbe szerint a KF fokozat egy szűk frekvenciatartomány átvitelére alkalmas, az átviteli tartományban a kimeneti feszültség 0.055 V, azaz 55 mV. Tehát a bemeneti 1 mV-os feszültséget felerősítette 55mV-ra, így 55-szörös feszültségerősítést (35 dB) értünk el a kívánt frekvenciatartományban.
Ez az erősítés egy demodulátorfokozat meghajtásához nem elég, minimum még egy hasonló fokozatnak kell követnie a rendszert a megfelelő erősítéshez.

#### KF fokozat kaszkád kapcsolású erősítővel
Jóval nagyobb erősítést érhetünk el, ha két tranzisztort kaszkádkapcsolásba kötünk. Műsorszóró állomások vételére normál körülmények között elegendő a két sávszűrő által létrehozott frekvenciamenet. Egy kaszkádkapcsolású KF erősítőfokozat már képes akkora feszültségerősítést végezni, hogy a kimenő jelét közvetlenül a demodulátor fokozatba vezessük.
A kaszkád kapcsolású KF erősítő kimeneti feszültsége a kívánt frekvenciatartományban 4V körül van. A bemenet itt is 1 mV, tehát 4000-szeres (72 dB) erősítést értünk el.

## Megjegyzés
Az áramköri ábrák és szimulációs diagramok a QUCS nyílt forrású áramkörszimulációs programmal készültek a jegyzetként használt könyvekben szereplő áramköri kapcsolások alapján.